# Vombs församling
Vombs församling var en församling i Lunds stift och i Lunds kommun. Församlingen uppgick 2002 i Veberöds församling.

## Administrativ historik
Församlingen har medeltida ursprung. 
Församlingen var till 2002 i pastorat med Veberöds församling, före 1943 som moderförsamling, därefter som annexförsamling och från 1962 även med Silvåkra församling ingående i pastoratet. Församlingen uppgick 2002 i Veberöds församling.

## Kyrkor
- Vombs kyrka